# Федеральний резервний банк Міннеаполіса
44°59′03″ пн. ш. 93°16′02″ зх. д. / 44.984284175494° пн. ш. 93.26718954376° зх. д.

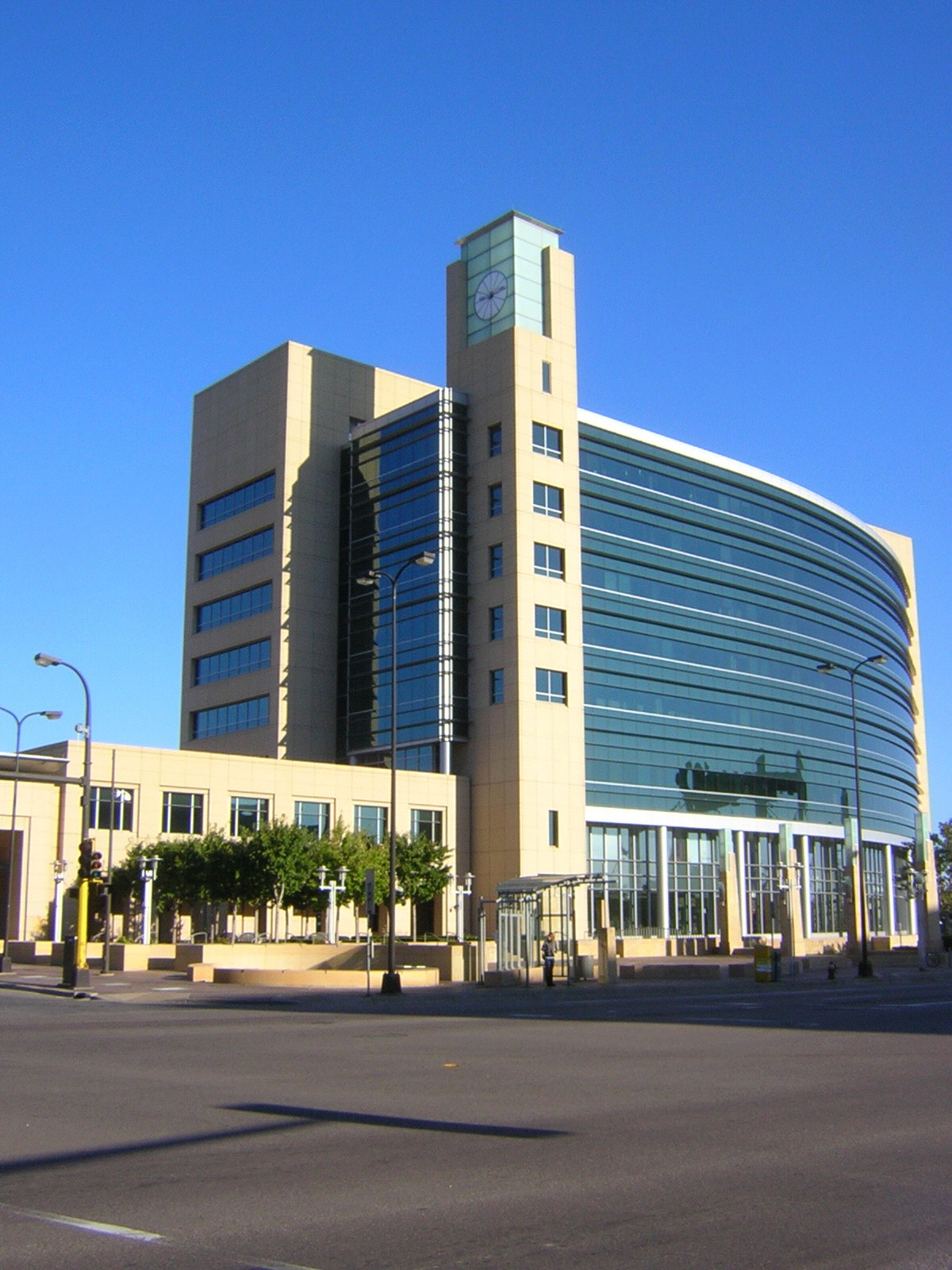
Вид на Федеральний резервний банк Міннеаполіса.

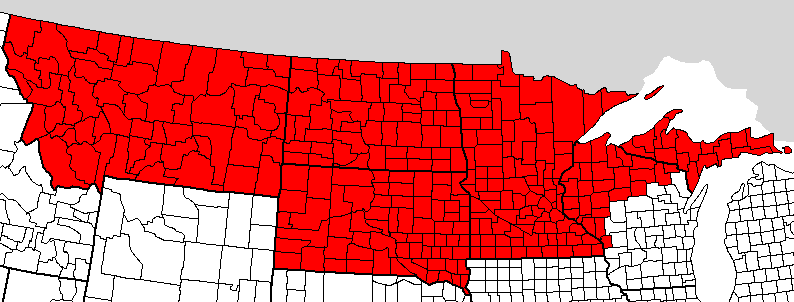
Мапа Дев'ятого округу.

Федеральний резервний банк Міннеаполіса (англ. Federal Reserve Bank of Minneapolis) — один з дванадцяти федеральних резервних банків США, що разом утворюють Федеральну резервну систему. Розташований у Міннеаполісі (Міннесота) і відповідає за Дев'ятий округ ФРС (що включає: Міннесоту, Монтану, Північну і Південну Дакоту, північно-західну частину Вісконсина і верхній півострів Мічигана).
З 8 жовтня 2009 новим Президентом банку призначений професор Університету Міннесоти Нараяна Кочерлакота.
Єдина філія банку відкрита у 1921 в місті Гелена (Монтана).
ФРБ Міннеаполіса традиційно тісно взаємопов'язаний з економічним факультетом Університету Міннесоти, так, наприклад, Едвард Прескотт, лауреат Нобелівської премії з економіки 2004 року, довгий час працював в обох установах. Дванадцятий Президент банку — Нараяна Кочерлакота — до свого призначення викладав і вів дослідницьку роботу в університеті (з 2005), а також (з 1999) був консультантом банку.
Банк видає журнал «The Region», в якому публікуються як статті з економічної політики, так і інтерв'ю з відомими економістами.

## Історія банку
Банк був створений 18 травня 1914.

## Керівництво банку
Банком керує Президент банку. До Банківського закону 1935 року, яким запроваджувалась посада Президента, в банку працювали федеральний резервний агент (англ. Federal Reserve Agent) і керуючий.

### Федеральні резервні агенти
1. 1914−1924 — Джон Річ (John H. Rich, 1856−1924), одночасно голова Ради директорів;
2. 1924−1933 — Джон Мітчел (John R. Mitchell, 1868−1933), одночасно голова Ради директорів;
3. 1933−1936 — Джон Пейтон (John N. Peyton, 1885−1975), одночасно голова Ради директорів.

### Керуючі (до 1936) / Президенти (з 1936)
1. 1914−1919 — Теодор Волд (Theodore Wold, 1868−1945);
2. 1919−1926 — Рой Янг (Roy Young, 1882−1960);
3. 1926−1936 — Вільям Джирі (William B. Geery, 1867−1949);
4. 1936−1952 — Джон Пейтон (John N. Peyton, 1885−1975);
5. 1952−1957 — Олівер Павелл (Oliver S. Powell, 1896−1957);
6. 1957−1965 — Фредерік Демінг (Frederick L. Deming, 1913−2003);
7. 1965−1971 — Г'ю Гейлуша мол. (Hugh D. Galusha, Jr., 1919−1971);
8. 1971−1976 — Брюс МакЛорі (Bruce K. MacLaury, нар. 1931);
9. 1977− липень 1980 — Марк Вілес (Mark H. Willes, нар. 1941);
10. 1980−1984 — Джеральд Корріган (E. Gerald Corrigan, нар. 1941);
11. березень 1985 − 31 серпня 2009 — Гері Стерн (англ. Gary H. Stern[en], нар. 1944);
12. з 8 жовтня 2009[7] — Нараяна Кочерлакота (англ. Narayana Kocherlakota).